# Trithemis bifida
Trithemis bifida là một loài chuồn chuồn ngô thuộc họ Libellulidae. Nó được tìm thấy ở Cộng hòa Dân chủ Congo, Bờ Biển Ngà, Kenya, Sierra Leone, Zambia, Zimbabwe, và có thể Tanzania. Môi trường sống tự nhiên của nó là các khu rừng đất thấp ẩm nhiệt đới hoặc cận nhiệt đới và sông.